# Пинто, Орест
Орест Пинто (нидерл. Oreste Pinto; 9 октября 1889, Нидерланды — 18 сентября 1961, Лондон) — британский контрразведчик времён Второй мировой войны.

## Биография
Орест Пинто родился в Амстердаме в еврейской семье коммивояжера Луи (Луиса) Пинто (нидерландский: Louis Pinto) и домохозяйки Аннет Абигэйль Розенбоом (нидерландский: Annette Abigael Rozenboom). В молодости Пинто изучал литературу и лингвистику в Сорбонне. Согласно его собственным автобиографическим заметкам, у него был большой талант к языкам и, помимо нидерландского, по его собственным словам, он свободно говорил на английском, французском и немецком языках и мог говорить и писать на испанском, португальском, датском, шведском, норвежском, румынском, ладино, идиш, русском и суахили. В 1913 году был завербован французами во Второе бюро.
В том же 1913 году он встретил в Амстердаме Энн Брукс, британскую учительницу. Пинто женился на ней в мае 1914 года и переехал в Лондон, где впоследствии у Пинто и его жены Энн родился сын. Вскоре после переезда в Лондон Пинто установил контакт с британской спецслужбой МИ-5. Во время Первой мировой войны он снова был задействован в качестве шпиона Второго бюро. Он занимался нелегальной разведкой в Германии, пока в 1915 году ему внезапно не пришлось бежать оттуда из-за угрозы разоблачения. Его языковые навыки пригодились, когда он был назначен в контрразведку Sûreté de Territoire, где до конца войны допрашивал беженцев и дезертиров на линии Соммы. Помимо Французских  Второго бюро и Sûreté de Territoire Пинто также сотрудничал одновременно с бельгийской секретной службой, действовавшей после немецкой оккупации Бельгии с территории Франции.
После Первой мировой войны Пинто руководил бюро переводов и был директором ряда торговых компаний. За годы до Второй мировой войны к Пинто обратились из МИ-5 с предложением о возобновлении сотрудничества. Первоначально в целях конспирации и дабы не иметь проблем с нидерландским гражданством Пинто начал работать на МИ-5 в качестве внештатного консультанта.
В годы второй мировой войны после оккупации Нидерландов он бежал в Лондон, где организовал и возглавил Центр Беженцев МИ-5  в Патриотической школе имени королевы Виктории. В качестве старшего следователя Пинто занимался допросом беженцев.
С сентября 1942 года параллельно с работой на МИ-5  он возглавил следственный отдел в Полиции Безопасности (нидерландский: Police Buitendienst (PBD)), нидерландскую службу безопасности и контрразведки  в Лондоне, которая подчиняется Министерству юстиции  правительства Нидерландов в изгнании.
За время работы Пинто благодаря феноменальной памяти, владению иностранными языками, а также психологической подготовке раскрыл восемь шпионов абвера (что, в прочем, объясняется и их плохой подготовкой). После высадки союзных войск в Нормандии в звании подполковника служил уже на континенте в штабе генерала Эйзенхауэра, который называл Пинто «величайшим из ныне живущих авторитетов в области безопасности». Газета «Дэйли Телеграф» охарактеризовала Пинто как «человека с нюхом собаки-ищейки». С другой стороны, сотрудники британской контрразведки МИ-5 относились к заслугам Пинто весьма скептически, считая, что он невероятно преувеличил в мемуарах свои достижения.
После войны Пинто продолжил работу по поиску немецких агентов и коллаборационистов в Нидерландах. В 1952 году вышли его первые две книги — «Охотник за шпионами» и «Друг или враг». В последующем они неоднократно переиздавались и дополнялись. В 1959—1961 годах британская телекомпания BBC выпустила телесериал, основанный на его воспоминаниях, где роль Пинто исполнил актёр Бернард Арчард.
Орест Пинто умер в Лондоне 18 сентября 1961 года от хронического бронхита. В 1962 году, уже после его смерти, вышел голландский телесериал о нём с Фрицем Бютцеларом в главной роли.

## Публикации
- Орест Пинто. Друг или враг? Воениздат, 1959, 212 с.
- Орест Пинто. Охотник за шпионами. М. Военное издательство мин. обороны СССР 1959 г., 222 с.
- Орест Пинто. Тайный фронт. М. Военное издательство мин. обороны СССР 1966 г. (сборник)
- Орест Пинто. Женщины-шпионы. Серия «Из истории шпионажа», выпуск 2, Всесоюзная книжная палата. Москва 1991 г., 62 с.
- Орест Пинто. Двойные агенты. Серия «Из истории шпионажа», выпуск 3, Всесоюзная книжная палата. Москва 1992 г., 62 с.
- Орест Пинто. Из истории шпионажа. Женщины-шпионы. М. Всесоюзная книжная палата 1991 г., 61 с.